# Ravels
Ravels, anciennement orthographiée Raevels, est une commune néerlandophone de Belgique située en Région flamande dans la province d'Anvers.
Elle est née de la fusion des anciennes communes de Ravels, de Weelde et de Poppel.

## Sections de la commune
| # | Section | Superf. (km²) | Habitants (2020) | Habitants par km² | Code INS |
| - | ------- | ------------- | ---------------- | ----------------- | -------- |
| 1 | Ravels  | 26,34         | 6.126            | 233               | 13035A   |
| 2 | Weelde  | 37,21         | 4.886            | 131               | 13035B   |
| 3 | Poppel  | 31,58         | 3.995            | 126               | 13035C   |

## Héraldique
|  | La commune possède des armoiries qui lui ont été octroyées le 6 octobre 1819 et à nouveau le 10 mars 1987. Les anciennes armoiries montraient Saint Servatius, le saint patron local. Le village était une possession du chapitre de Saint Servatius à Maastricht jusqu'en 1211. Le saint patron était également visible sur l'unique sceau du village, datant de 1736. Les couleurs étaient les couleurs nationales néerlandaises, comme en 1813 le bourgmestre a introduit sa demande sans en indiquer. Les armoiries ont donc été octroyées aux couleurs nationales néerlandaises. Après l'indépendance de la Belgique, les couleurs n'ont pas été changées. Les nouvelles armoiries combinent les armoiries des trois anciennes communes. L'écu principal montre les anciennes armoiries de Weelde, Saint Michel. Les armoiries de Weelde ont été choisies comme armoiries principales car jusqu'au XVIIe siècle, les trois villages faisaient partie du domaine de Weelde. Les sipports sont Saint Servatius des vieilles armoiries et Saint Valentin des armoiries de Poppel. Blasonnement : D'azur à un saint Michel avec le dragon d'or. Supports: à droite Saint-Servatius, à gauche Saint-Valentin, tous deux d'or. (Traduction libre) Source du blasonnement : Heraldy of the World. |

## Démographie

### Évolution démographique: Avant la fusion des communes
- Sources : INS, Rem. : 1831 jusqu'en 1970 = recensements, 1976 = nombre d'habitants au 31 décembre[3].

### Évolution démographique: Commune fusionnée
En tenant compte des anciennes communes entraînées dans la fusion de communes de 1977, on peut dresser l'évolution suivante :
- Source : Statbel - Remarque: 1806 jusqu'à 1981=recensement; depuis 1990=nombre d'habitants chaque 1er janvier[4]